# Manoir de la Guyardière
Le manoir de la Guyardière est un édifice situé à Domfront en Poiraie, en France.

## Localisation
L'édifice est situé dans le département français de l'Orne, à 1,25 km au nord-est du bourg de La Haute-Chapelle, commune déléguée de la commune nouvelle de Domfront en Poiraie, et à 1,7 km au nord du centre-ville de Domfront.

## Architecture
L'avenue d'accès, les façades et les toitures de la porterie, de la tour d'angle de la cour d'honneur et du logis, la cour d'honneur et ses murs de clôture et les douves et les murs qui les cernent sont inscrits au titre des monuments historiques depuis le 14 septembre 1992.